# Phycitopsis
Phycitopsis is een geslacht van vlinders van de familie snuitmotten (Pyralidae), uit de onderfamilie Phycitinae.

## Soorten
- P. flavicornella Ragonot, 1887
- P. insulata Balinsky, 1994